# Eekhoorn (vlinder)
De eekhoorn (Stauropus fagi) is een nachtvlinder uit de familie van de tandvlinders (Notodontidae). De vlinder heeft een spanwijdte tussen de 40 en 70 millimeter en varieert in kleur van grijs tot groen en bruin.
De vlinder komt voor in het gehele Palearctisch gebied met uitzondering van Noord-Afrika. In Nederland komt de vlinder met name voor in loofbossen op zandgrond. In België is de vlinder vrij zeldzaam.
De jonge rups lijkt op een muur en de oudere rups op een spin. De naam eekhoorn komt van de merkwaardige houding die de rups aanneemt wanneer deze zich bedreigd voelt, het achter- en voorlichaam worden dan omhoog gericht, waardoor enige gelijkenis ontstaat met een eekhoorn. In deze houding vallen dan ook direct de zeer lange voorpoten op. In de Engelse taal wordt de vlinder "kreeftmot" (Lobstermoth) genoemd. 
Waardplanten van de eekhoorn zijn bomen uit de geslachten berk, Fagus en eik. De vliegtijd loopt van april tot juli.